# 丽贝卡·桑德斯
丽贝卡·桑德斯（英語：Rebecca Saunders，1967年12月19日－），伦敦出生的作曲家，在柏林居住和工作。在2017年《经典之声》（英語：Classic Voice）关于2000年以来最伟大的艺术音乐作品的投票中，桑德斯的作品获得了第三高的总票数（30票），仅次于格奧爾格·弗雷德里克·哈斯（49票）和西蒙·斯滕-安诺生（35票）。2019年，《衛報》的作者将《肤》（英語：Skin，2016年）列为2000年以来最伟大的艺术音乐作品的第16位，汤姆·瑟维斯写道：“桑德斯钻进了乐器的内部世界，钻进了弗雷泽的声音纹理里面……发现了一个具有高程度感情的启示世界。”

## 生平
桑德斯在爱丁堡大学学习小提琴和作曲，于1997年获得作曲博士学位。作为DAAD学者，她于1991年至1994年在卡尔斯鲁厄音乐学院师从沃尔夫冈·里姆学习；奈杰尔·奥斯本是她的博士生导师。
她获得的奖项包括柏林艺术学院布索尼赞助奖（1994年）、恩斯特·冯·西门子作曲家奖（1996年）、石勒苏益格-荷尔斯泰因音乐节的欣德米特奖（2003年）、ARD慕尼黑國際音樂大賽作曲奖和毛里西奥·卡赫尔音乐奖（2015年）。2019年，她获得了恩斯特·冯·西门子音乐奖主奖，是第二位获得该奖项的女性、第一位获奖的女性作曲家。
2010年和2012年，她在达姆施塔特夏校任教，2005–06年在多特蒙德音乐厅、2009–10年在德累斯顿国家管弦乐团、2010年在哈德斯菲尔德当代音乐节担任驻场作曲家。
法比奥·路易西和德累斯顿国家管弦乐团在2009年的逍遥音乐会上为桑德斯的《痕迹》（英語：traces）修订版进行了英国首演。
她的音乐被世界各地的知名乐团演奏，包括音乐工厂乐队、Klangforum Wien、现代乐队、迪奥蒂玛四重奏（Quatuor Diotima）、从无到有乐队、阿迪蒂弦乐四重奏组、共振乐队、求索乐队、国际当代乐队、斯图加特新声乐独唱家、混音乐队（Ensemble Remix），以及BBC交響樂團。

## 音乐
桑德斯的音乐的特点是有限的音高材料和广泛的音色复杂性。她对共振和乐器演奏者创造的乐声外噪音非常着迷，比如换弓的刮擦声、钢琴或竖琴踏板的咚咚声，以及左手在弦乐器指板上的敲击和滑动。由于她所创造的声音的微妙性和特殊性，桑德斯在她的许多乐谱中加入了详尽的文字说明，将她希望演奏者产生的声音效果一一描述。
她的许多音乐都是基于一个单一的音高，或者有时是一个小的音高集合，支配着大段的音乐。因此，发展和阐述更多的是由音色和织体决定的，而不是传统的、歌唱式的旋律引导。然而，她有时也包括“准全音阶”的音高集合，使用一种更传统的背景。
她还在她的音乐中探索了物理空间。在哈德斯菲尔德当代音乐节的一次采访中，她这样描述她的音乐：
对我来说，真正重要的是使听众能够感受到声音的神奇的物理性，声音的音色、颜色、质量、重量。我认为这就是我的工作，就像一个雕塑家用不同的材料创作。
从她描述的音乐的“质量和重量”，和与雕塑的类比，能看出她试图将声音带入一个物理场域。此外，在像《色度》（英語：chroma）这样的作品中，她请求听众在场内四处走动，探索物理空间对听众体验的影响。

## 作品
- Behind the Velvet Curtain（1991–92年），为小号、竖琴、钢琴和大提琴
- Trio（1992年），为单簧管、大提琴和钢琴
- Mirror, mirror on the wall（1993–94年），为钢琴
- The Under Side of Green（1994年），为单簧管、小提琴和钢琴
- Molly's Song 1—crimson（1995年），为12位独唱者、节拍器、口哨、音乐盒和指挥
- Molly's Song 2—a shade of crimson（1995年），为声乐、中提琴、长笛、钢弦吉他和短波收音机
- Molly's Song 3—shades of crimson（1995年），为中音长笛、中提琴、钢弦吉他、4个收音机和音乐盒
- Duo（1996年），为小提琴和钢琴
- Into the Blue（1996年），为单簧管、巴松管、大提琴、低音提琴、钢琴和打击乐器
- dichroic seventeen（1996年），为钢琴、2名打击乐手、2把低音提琴、手风琴和电吉他
- G and E on A（1996–97年），为管弦乐团和27个音乐盒
- String Quartet（1997年）
- QUARTET（1998年），为钢琴、降B调单簧管/低音单簧管、低音提琴和手风琴
- cinnabar（1999年），为小提琴、小号和乐队
- duo four – two exposures（2000–01年），为小号独奏、打击乐独奏和管弦乐团
- albescere（2001年），为12件乐器和5名人声
- Chroma (I–XX)（2003–19年），为12至16名表演者
- vermilion（2003年），为单簧管、电吉他和大提琴
- insideout（2003年），为木管、铜管、定音鼓、打击乐器、钢琴、弦乐、手风琴、电吉他；为萨莎·瓦尔兹（英语：Sasha Waltz）而作的舞蹈装置音乐
- blaauw（2004年），为双口小号
- Choler（2004年），为钢琴二重奏
- miniata（2004年），为手风琴、钢琴、合唱团和管弦乐团
- crimson（2004–05年），为钢琴
- Fury I（2005年），为低音提琴
- Blue and Gray（2005年），为2把低大提琴
- rubricare（2005年），为弦乐和风琴
- rubricare（2005年），为巴洛克弦乐队
- A Visible Trace（2006年），为7名独奏和指挥
- Traces（2006–09年），为管弦乐团
- Soliloquy（2007年），为6人无伴奏合唱
- Stirrings Still I（2007年），为中音长笛、双簧管、单簧管、钢琴和铙钹
- Stirrings Still II（2008年），为中音长笛、双簧管、A调单簧管、铙钹、钢琴和低音提琴
- Company（2008年），为假声男高音、小号、大提琴、手风琴和电吉他
- Disclosure（2008年），为低音单簧管（兼单簧管）、小号、长号、钢琴和小提琴
- murmurs（2009年），为10名演奏者的拼贴
- Fury II（2010年），为低音提琴和乐队的协奏曲
- To and fro（2010年），为小提琴和双簧管
- Stratum（2010年），为管弦乐团
- Stasis I（2011年），为16名独奏的特别拼贴
- Stasis collective（2011–16年），为23名音乐家的特别拼贴
- Stasis II（2011–14年），小号、双簧管、打击乐和钢琴的四重奏
- Caerulean（2011年），为低音单簧管
- Dialogue（2011年），为中提琴和打击乐器
- Neither（2011年），为2支双钟小号
- Stirrings（2011年），为中音长笛、A调单簧管（boehm系统）、双簧管、铙钹（最高八度有2个大提琴弓）、钢琴（大）、竖琴、小提琴、大提琴（IV变格定弦）和低音提琴（五根弦，V变格定弦）
- Still（2011年），为小提琴和管弦乐团
- Ire（2012年），为大提琴、弦乐和打击乐的协奏曲
- Fletch（2012年），为弦乐四重奏
- Shadow（2013年），为钢琴
- ...of waters making moan（2013年），为手风琴
- Solitude（2013年），为大提琴
- Void（2013–14年），为2名打击乐手和室内乐团
- Alba（2014年），为小号和管弦乐团
- Six for AK（2015年），为2名打击乐手、钢琴（2名演奏者）、吉他（钢弦）和竖琴
- White（2015/16年），为双口小号独奏
- Skin（2016年），为女高音和乐队
- Bite（2016年），为低音长笛独奏
- Myriad（2015–17年），由2464个相同的音乐盒机制组成的声音装置
- O（2017年），为女高音独奏
- Yes（2017年），为女高音、19名独奏和指挥的空间表演
- Dust（2017/18年），为打击乐独奏
- Nether（2017/19年），为女高音和19名乐手
- Either Or（2017/20年），为2件双口小号的二重奏
- Flesh（2018年），为手风琴独奏
- Study For Metal Bottle Necks（2018年），为电吉他的研究
- Hauch（2018年），为小提琴独奏
- Sole（2018年），为便携手风琴、打击乐和钢琴的三重奏
- Scar（2018–19年），为15名独奏和指挥
- Dust I（2018/21年），为打击乐独奏
- Dust II（2018/20年），为打击乐的二重奏
- The Mouth（2018–20年），为女高音和磁带
- Withinnan（2019年），为内部钢琴的研究
- Stirrings Still III（2019年），为中音长笛、双簧管、A调单簧管、2件打击乐（钟和铙钹）、钢琴和低音提琴
- Moving Picture 946-3（2019/20年），为小号独奏和声学操纵的声音；为科琳娜·贝尔茨和葛哈·李希特的影片而作
- That Time（2019/21年），为上低音萨克斯、打击乐和钢琴
- to an utterance - study（2020年），为钢琴独奏
- to an utterance（2020年），为钢琴和管弦乐团
- Us Dead Talk Love（2021年），为女中音、萨克斯、电吉他、科音管风琴和打击乐